# Iglesia de Pöide
La iglesia de Pöide (en estonio: Pöide kirik) se encuentra en la isla de Saaremaa, en la comuna de Poide (Estonia).
El edificio actual de la iglesia de Poide se cree que se construyó sobre los restos de una capilla construida en el siglo XIII.
Durante la Segunda Guerra Mundial fue saqueada y quemada, usándose como almacén. En 1989 fue sometida a reconstrucción y renovación. Hoy en día, una congregación luterana esta activa. En verano, los servicios religiosos se celebran dos veces al mes en el edificio de la iglesia. Durante el invierno, los servicios se llevan a cabo en el pastorado. El 28 de julio de 2006 se celebró la primera boda católica en la iglesia de Poide desde de la Reforma protestante.

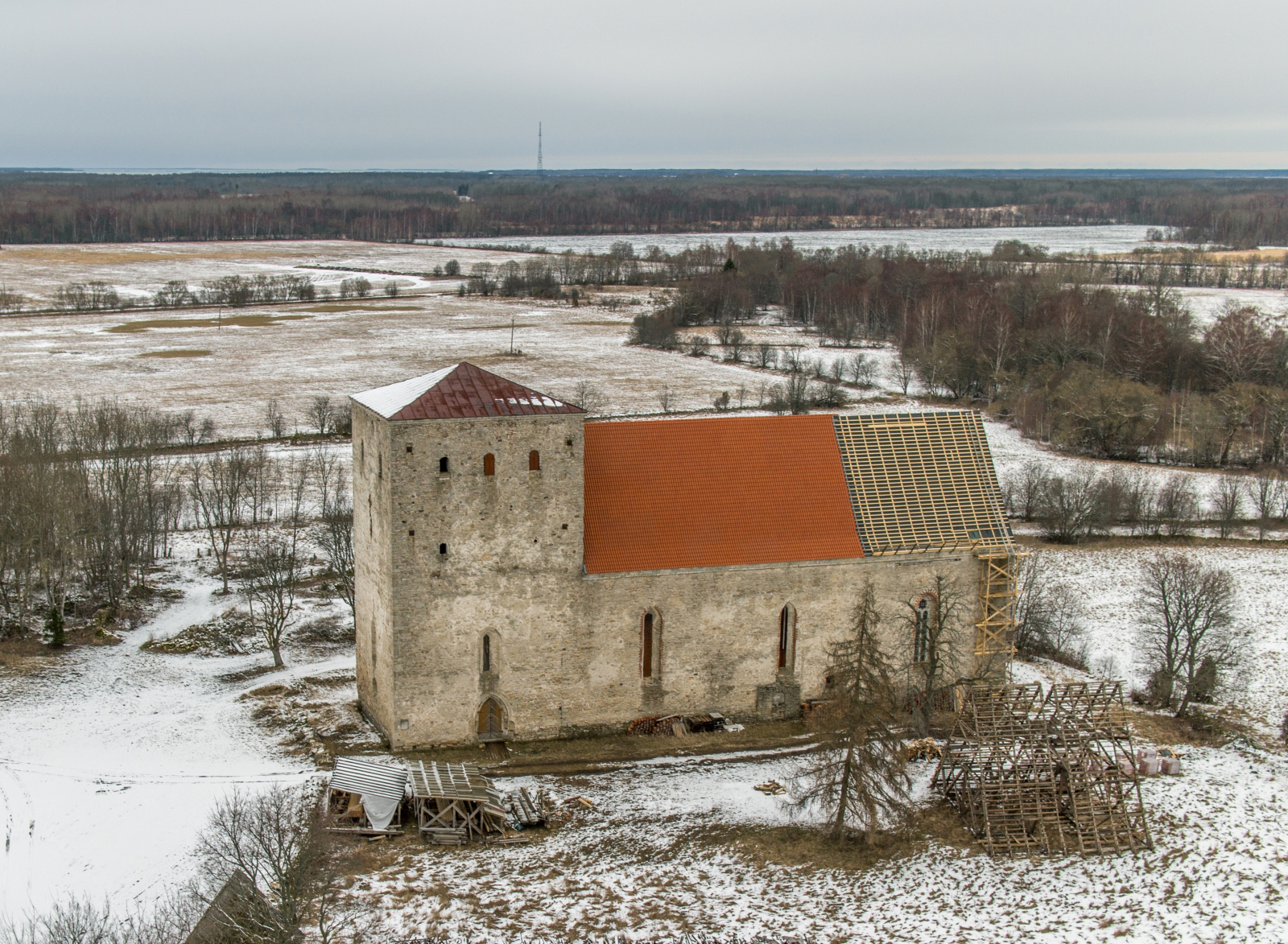
Iglesia de Pöide (2014)